# Cis stevensoniae
Cis stevensoniae es una especie de coleóptero de la familia Ciidae.

## Distribución geográfica
Habita en las islas Seychelles.